# Clodra
Clodra ist ein Stadtteil von Berga-Wünschendorf im Landkreis Greiz in Thüringen.

## Lage
Der Ort Clodra liegt zwölf Kilometer (Luftlinie) nördlich der Kreisstadt Greiz im Bergaer Elstertal, im Seitental des Harnbaches etwa 100 m über dem Niveau des Elstertales. Westlich des Ortes führt die Bundesstraße 175 von Berga/Elster nach Weida mit Anschluss an die Bundesstraße 92 vorbei, im Tal der Weißen Elster verläuft die Bahnstrecke von Gera nach Greiz.

## Geschichte
Bei Bauarbeiten kam 1908 ein geschliffenes neolithisches Feuersteinbeil zu Tage, bereits 1811 sollen im Garten des Gutshofes mehrere Töpfe (oder Urnen) mit Asche gefunden worden sein. Die im Hochmittelalter durch den Zuzug von Siedlern entstandene Dorfanlage hat als Siedlungsstruktur den Typ des Straßendorfes ausgebildet, das sich zwischen der Kirche und dem Rittergut mit Teichen erstreckt. Der Ort wurde 1260 als Cloderawe und 1281 als Kloderowe erstmals urkundlich erwähnt. Die Begriffe stammen aus dem Slawischen bzw. Sorbischen und heißen sinngemäß Ort der Holzfäller.
Als ältester Namensträger tritt 1287 ein Friedrich von Clodra als Propst des Prämonstratenserklosters Mildenfurth in Erscheinung. Die durch einen Einfall böhmischer Söldner zerstörte Burganlage von Clodra wird durch eine Sage bezeugt, bauliche Reste dieser Burg sind nicht mehr nachweisbar. Durch den sächsischen Kurfürsten Christian I. gelangte Clodra 1586 in den Lehnsbesitz der Familie von Wolfersdorf auf Waltersdorf.
Das Kloster Cronschwitz bezog aus Schenkungsverträgen und für sogenanntes Seelgerät Zinseinkünfte aus Clodra.
Die Clodraer Kirche – eine spätromanische Chorturmkirche, war bereits vor der Einführung der Reformation Pfarrkirche für die Nachbarorte Zickra und Dittersdorf. Das Kirchengebäude wurde 1633 bei einem Überfall auf das Dorf in Brand gesteckt und blieb bis zur wirtschaftlichen Konsolidierung des Ortes nach dem Dreißigjährigen Krieg als Brandruine erhalten. Der Wiederaufbau war 1658 in wesentlichen Teilen beendet, die Kanzel wurde erst 1764 gestiftet. Im Inneren der Kirche befinden sich Grabsteine der Familie von Zehmen als Patronatsherren.
Am Ufer der Weißen Elster befindet sich die Clodramühle, sie wurde 1533 erstmals erwähnt. In ihrer Nähe befindet sich eine Brücke über die Weiße Elster. Beim Hochwasser im Juni 2013 wurden Mühle und Brücke beschädigt.
Im Jahr 1620 erwarb Moritz Bastian von Zehmen das Rittergut, er war zeitweise Oberaufseher der Kurfürstlichen Flöße und Gehölze. Das befestigte und heute noch wehrhaft erscheinende, mit Resten einer Umfassungsmauer und eines Turmes ausgestattete Rittergut Clodra war zuvor im Besitz eines Ritters Hans Adam Metzsch. Der Enkel Hans Bastian II. von Zehmen verbrachte unter anderem hier seine Kindheit und ließ auf eigene Kosten 1658 die ausgebrannte Kirche instand setzen. Er rief die „Fabian-Sebastian-Stiftung“ für Bedürftige ins Leben, aus deren Zinsen bis 1945 sozial Schwache eine Zuwendung erhielten. Hans Bastian II. von Zehmen wurde zum sächsisch-naumburgischen Geheimen Rat berufen, er war Deputierter auf kursächsischen Landtagen in Dresden und diente Herzog Moritz zu Sachsen-Zeitz sowie Friedrich August I. (August der Starke). Dessen Sohn Moritz Christoph von Zehmen baute 1751 ein neues Herrenhaus in Clodra. Letzter Besitzer aus der Familie von Zehmen war Wilhelm von Zehmen. Er verkaufte es 1785 an einen Major von Falkenstein. Dem Rittergut in Waltersdorf blieb ein Teil der Clodraer Fronbauern der Familie von Wolfersdorf auf Waltersdorf dienstverpflichtet.
Nach statistischen Erhebungen von 1905 umfasste der Ort Clodra mit seiner Block- und Gutsblockflur eine Gesamtfläche von 431 ha. Im Jahr 1953 erfolgte die LPG-Gründung, Clodra das erste vollgenossenschaftliche Dorf des Kreises Greiz.
Die Eingemeindung des Nachbarortes Dittersdorf wurde 1974 vollzogen.

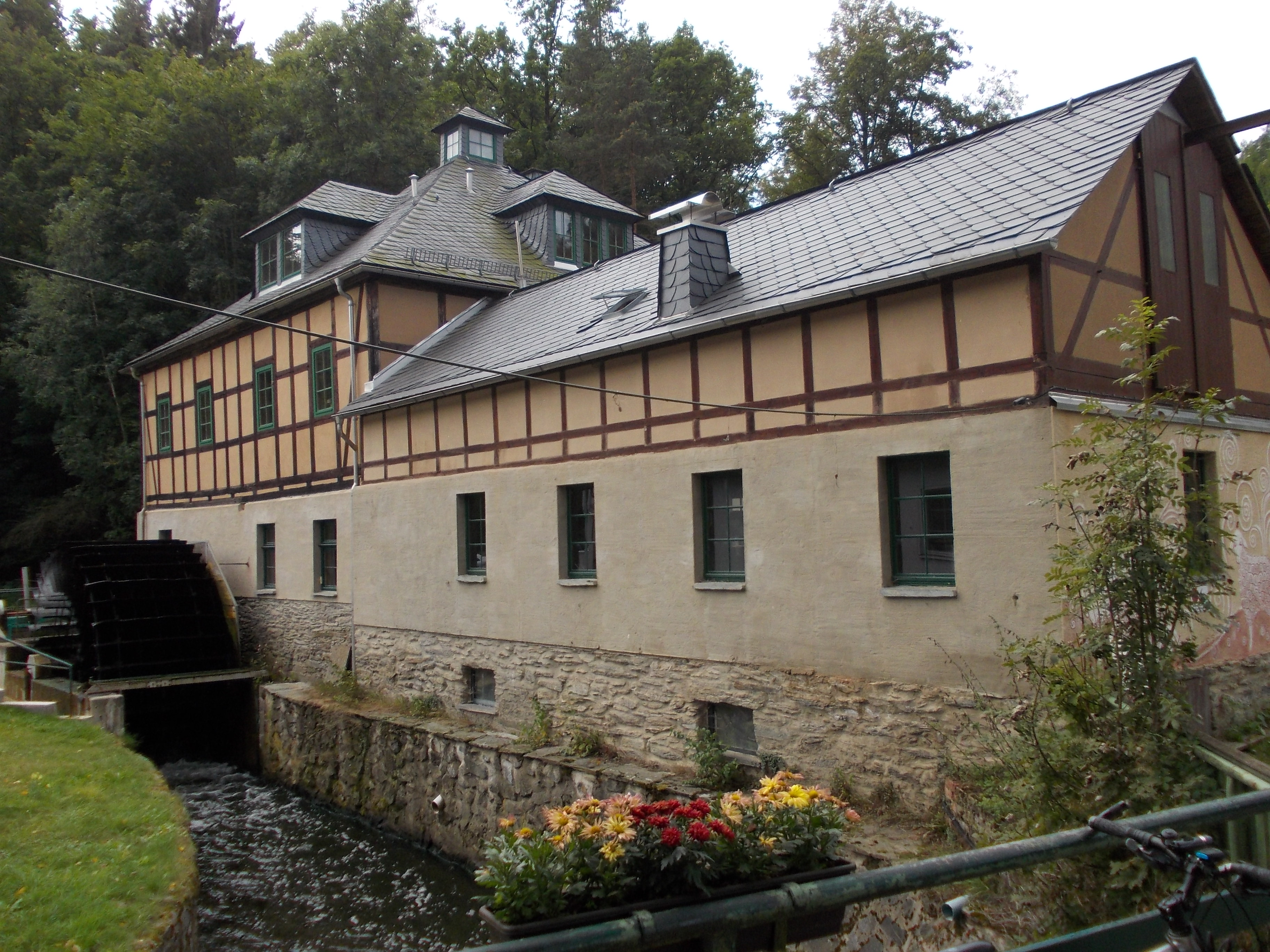
Die Clodramühle

## Sehenswürdigkeiten
- Hoffnungskirche (Clodra)

## Persönlichkeiten
- Hans Bastian II. von Zehmen (1629–1702), Kurfürstlich-Sächsischer Geheime Rat, Herzöglicher Justizrat und Deputierter auf dem Dresdner Landtag, unter anderem aufgewachsen in Clodra.
- Christian Wilhelm Schweitzer (1781–1856) – Jurist und Politiker, der seinen Lebensabend in Clodra verbrachte